# Cyclosorus esquirolii
Cyclosorus esquirolii là một loài thực vật có mạch trong họ Thelypteridaceae. Loài này được (H. Christ) C.M. Kuo mô tả khoa học đầu tiên năm 2002.